# 新井誠一
新井誠一（あらい せいいち）は、日本の元総務官僚。

## 来歴
1992年、東京大学法学部を卒業し、総務庁に入庁。1999年7月、総務庁行政監察局政策評価等推進準備室長補佐。2001年1月、総務省行政評価局総務課長補佐。同年10月、総務省行政管理局（査定）副管理官（経済産業省担当）。2003年5月、総務省行政評価局総括評価監視調査官。2006年1月、総務省行政管理局（査定）副管理官（独立行政法人等総括）。2007年7月、内閣官房行政改革推進室企画官（政府関係法人担当）。2008年4月、総務省行政評価局調査官（客観性担保評価PT）。2009年7月、総務省行政評価局総務課企画官。2013年6月28日、総務省大臣官房付、内閣官房内閣参事官（内閣官房副長官補付）（併任）、内閣官房行政改革推進本部事務局参事官（命）、内閣府大臣官房行政改革関係組織検討準備室参事官（併任）。